# چیما دل روسا
چیما دل روسا (به لاتین: Cima del Rosso) یک کوه در سوئیس است که در کانتون وله واقع شده‌است. چیما دل روسا ۲٬۶۲۴ متر بالاتر از سطح دریا واقع شده‌است.